# Додолєв Євген Юрійович
Євге́н Ю́рійович Додолєв (рос. Евгений Юрьевич Додолев; *11 червня 1957, Москва) — російський публіцист, тележурналіст (у 1988—1990 роках вів програму «Погляд» на Центральному телебаченні).

## Кар'єра
Народився 11 червня 1957 року в Москві.
Наприкінці 1985 року став кореспондентом газети «Московський комсомолець». Пише українською та російською мовами.
У квітні 1988 року прийшов на телебачення, де був (в Головній редакції молодіжних програм Центрального телебачення Держкомтелерадіо СРСР) одним з ведучих передачі «Погляд», де в прямому ефірі розглядались актуальні політичні, економічні та соціальні проблеми. В програмі для максимальної концентрації, привернення уваги глядачів використовувались відеоматеріали. Це був дебют на Радянському телебаченні.
Друкувався в центральних газетах, журналах. У зв'язку з відносною відомістю в СРСР в часи Перебудови став відомим також і на Заході.
1992 року, коли створювалася газети «Новий Погляд» (рос. Новый Взгляд), брав активну участь у її організації; був головним редактором (автори: Віталій Коротич, Валерія Новодворська, Александр Проханов і Едуард Лимонов). Газета готувалась для широкої аудиторії і реагувала на найактуальніші проблеми Росії.
Був головним редактором (2003—2005) журналу «Кар'єра» (рос. «Карьера»), регулярно дописував до російських газет та інтернетних проектів.
У 2005 році зайняв посаду головного редактора журналу «Компанія» (рос. «Компания») (2005—2009).
Головний виконавчий директор журналу Der Spiegel-Профіль.
Євген Додолєв — лауреат премії «Найкращий журналіст СРСР» (1986 і 1988).

## Книги
- «Піраміда-1»[7][8][9].
- «Мафия времен беззакония».
- «Кремлёвское дело»[8].
- «Три слоя помады»[10].
- «Преступление: русский вариант»[11][12][13].
- Les coulisses du Kremlin (Лаштунки Кремля)[14][15].
- «The Взгляд» — бітли перебудови
- Їхній Кремль